# Kwas 3-hydroksypropionowy
Kwas 3-hydroksypropionowy, kwas β-hydroksypropionowy – organiczny związek chemiczny z grupy hydroksykwasów, izomer kwasu mlekowego, różniący się od niego położeniem grupy hydroksylowej w pozycji β zamiast α. W przeciwieństwie do kwasu mlekowego nie jest związkiem chiralnym. W temperaturze pokojowej występuje w postaci lepkiej cieczy.

## Właściwości
Kwas 3-hydroksypropionowy jest bardzo dobrze rozpuszczalny w wodzie, rozpuszczalny jest też w etanolu oraz mieszalny z eterem dietylowym.
Przed osiągnięciem temperatury wrzenia ulega dehydratacji do kwasu akrylowego.

## Otrzymywanie
Kwas β-hydroksypropionowy można otrzymać poprzez uwodnienie kwasu akrylowego w środowisku zasadowym lub hydrolizę β-hydroksypropionitrylu (HOCH
2CH
2CN), który uzyskuje się z 2-chloroetanolu i cyjanku sodu. Można go też łatwo otrzymać przez hydrolizę komercyjnie dostępnego propiolaktonu. Jako alternatywę dla metod chemicznych zaproponowano również strategie biotechnologiczne.

## Zastosowanie
Z kwasu 3-hydroksypropionowego można otrzymać polimery biodegradowalne, np. kwas poli(3-hydroksypropionowy), co sprawia, że budzi on duże zainteresowanie jako potencjalny zamiennik polimerów petrochemicznych. Związek ten ma również zastosowanie w produkcji przemysłowej kwasu akrylowego, 1,3-propanodiolu oraz 3-hydroksypropanalu, które mają zastosowanie w produkcji:
- kwas akrylowy: farb, papieru, klejów, tekstyliów, powłok specjalnych i polimerów superchłonnych
- 1,3-propanodiol: rozpuszczalników, klejów, kosmetyków, poli(tereftalanu trimetylenu)(inne języki) (wykorzystywanego do wytwarzania dywanów i tekstyliów)
- 3-hydroksypropanal: żywności, dodatków paszowych oraz środków konserwujących w przemyśle spożywczym.